# Pintupi

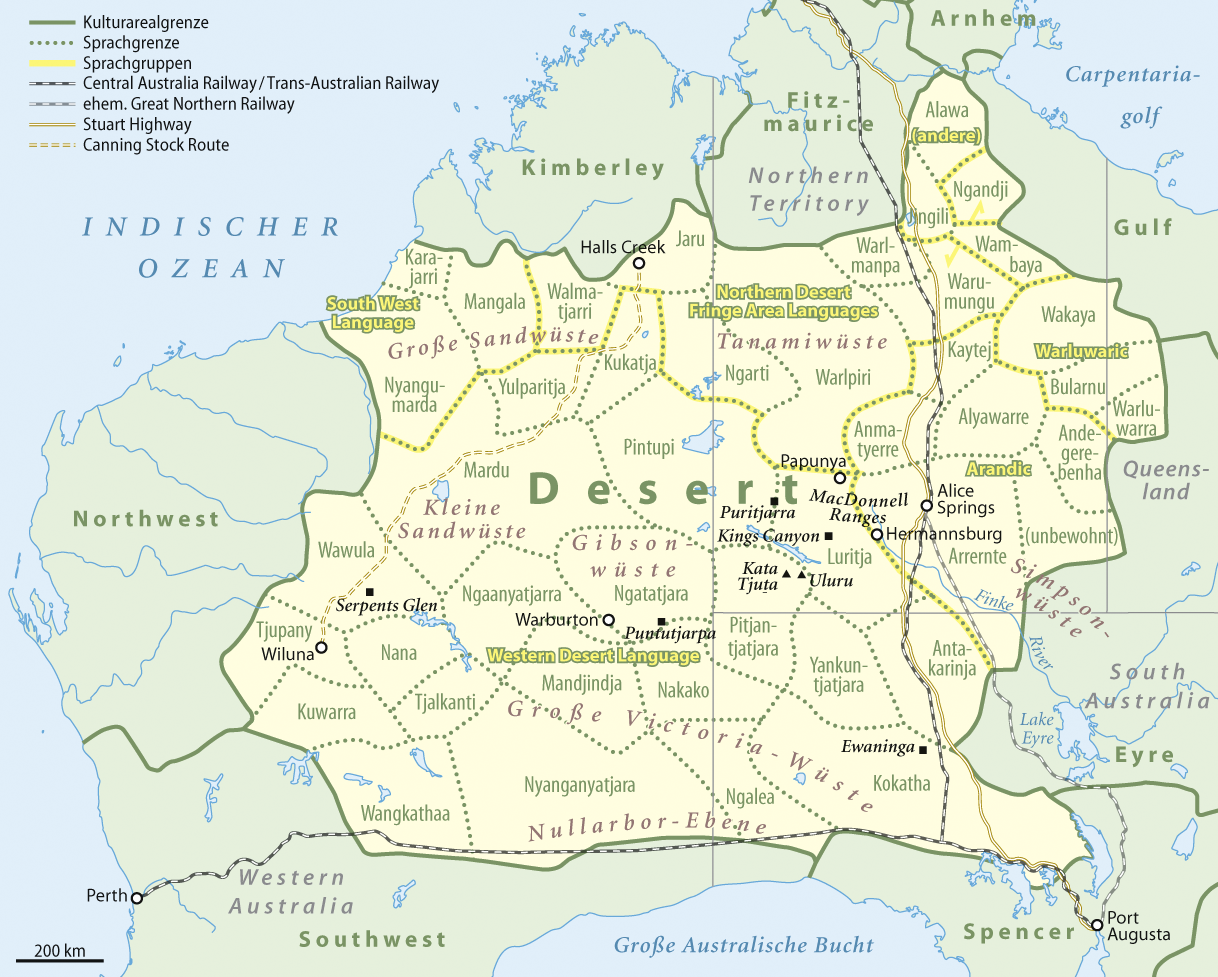
Kulturareal Desert

Die Pintupi sind ein Stamm der Aborigines aus der Western Desert in Australien, dessen Heimat in dem Gebiet westlich von Lake MacDonald und Lake Mackay in Western Australia liegt. Dieser Stamm, der dieses Gebiet seit Jahrtausenden als Nomaden bewohnte, wurde in den 1940er bis 1980er Jahren in Papunya, Hermannsburg und Haasts Bluff im Westen des Northern Territory angesiedelt.

## Entwicklung ab den 1950er Jahren
Während der letzten Jahrzehnte zogen viele Pintupi zurück in ihr traditionelles Land als Teil des Outstation Movement und gründeten die Gemeinschaft Kintore (Walungurru in der Sprache der Pintupi) im Northern Territory sowie Kiwirrkura und Jupiter Well (in Pintupi-Sprache: Puntutjarrpa) in Western Australia.
Da sie einen sehr unzugänglichen Teil Australiens bewohnten, gehörten die Pintupi zu den weltweit letzten isolierten Völker. Sie gaben ihre Lebensweise nicht freiwillig auf, sondern weil Teile ihres Lebensraumes wegen der Blue-Streak-Missile-Tests, bei denen britisches und australisches Militär Nuklearwaffentests in den 1950ern und 1960er Jahren durchführte, nuklear kontaminiert wurde: Wegen dieser Tests wurden die Bewohner in den östlichen Ausläufern der Wüste in Haasts Bluff, Hermannsburg und Papunya neu angesiedelt.
In den 1960ern wurden dann die noch traditionell lebenden Pintupi unter der Regierung von Robert Menzies nach Gebieten nahe an Alice Springs zwangsumgesiedelt. Die Regierung erklärte, dass sie für die moderne Gesellschaft noch nicht reif seien und weitere Zeit zur Assimilierung in die weiße Gesellschaft benötigten. Diese Politik ging auch einher mit der zwangsweisen Entfernung von tausenden Kindern der Aborigines von ihren Eltern, die dann als Gestohlene Generationen in Heimen der Regierung und der Kirche aufgezogen wurden.
In Papunya mischten sich die Pintupi mit Warlpiri, Arrernte, Anmatyerre und Luritja, waren dort aber die größte Gruppe. Unter den dort herrschenden Bedingungen starben zwischen 1962 und 1966 129 Menschen, fast ein Sechstel der Bevölkerung, an behandelbaren Krankheiten wie Hepatitis, Meningitis und Encephalitis.
Die letzten Pintupi, bekannt als „verlorener Stamm“ oder Pintupi Nine, beendeten ihre traditionelle Lebensweise als isolierte Nomaden der Wüste 1984.

## Verwandtschaftssystem der Pintupi
Gemeinsam mit ihren Nachbarn wie den Warlpiri haben die Pintupi ein komplexes Verwandtschaftssystem mit acht verschiedenen skin groups, das durch verschiedene Präfixe für weibliche und männliche skin names erschwert wird: „Tj“ für männlich, „N“ für weiblich:
| Geschlecht | Skin name    | kann heiraten | Kinder werden             |
| ---------- | ------------ | ------------- | ------------------------- |
| männlich   | Tjapaltjarri | Nakamarra     | Tjungurrayi, Nungurrayi   |
| weiblich   | Napaltjarri  | Tjakamarra    | Tjupurrula, Napurrula     |
| männlich   | Tjapangati   | Nampitjinpa   | Tjapanangka, Napanangka   |
| weiblich   | Napangati    | Tjampitjinpa  | Tjangala, Nangala         |
| männlich   | Tjakamarra   | Napaltjarri   | Tjupurrula, Napurrula     |
| weiblich   | Nakamarra    | Tjapaltjarri  | Tjungurrayi, Nungurrayi   |
| männlich   | Tjampitjinpa | Napangati     | Tjangala, Nangala         |
| weiblich   | Nampitjinpa  | Tjapangati    | Tjapanangka, Napangangka  |
| männlich   | Tjapanangka  | Napurrula     | Tjapangati, Napangati     |
| weiblich   | Napanangka   | Tjupurrula    | Tjakamarra, Nakamarra     |
| männlich   | Tjungurrayi  | Nangala       | Tjapaltjarri, Napaltjarri |
| weiblich   | Nungurrayi   | Tjangala      | Tjampitjinpa, Nampitjinpa |
| männlich   | Tjupurrula   | Napanangka    | Tjakamarra, Nakamarra     |
| weiblich   | Napurrula    | Tjapanangka   | Tjapangati, Napangati     |
| männlich   | Tjangala     | Nungurrayi    | Tjampitjinpa, Nampitjinpa |
| weiblich   | Nangala      | Tjungarayyi   | Tjapaltjarri, Napaltjarri |

## Prominente Pintupi
Einige der bekanntesten Künstler der Aborigines sind Pintupi und waren mit dem Western Desert Art Movement verbunden, das in den 1970er Jahren mit Einfluss des Kunstlehrers Geoffrey Bardon entstand: Unter ihnen befinden sich Anatjari Tjakamarra, Mick Namarari Tjapaltjarri, Walala Tjapaltjarri und Timmy Payungka Tjapangati.